# Departamento de Rosario
Departamento de Rosario är en kommun i Argentina.   Den ligger i provinsen Santa Fe, i den centrala delen av landet, 270 km nordväst om huvudstaden Buenos Aires.
Trakten runt Departamento de Rosario består till största delen av jordbruksmark. Runt Departamento de Rosario är det tätbefolkat, med 591 invånare per kvadratkilometer.